# Michael Bowes-Lyon, 17. jarl af Strathmore og Kinghorne
Michael Bowes-Lyon, 17. og 4. jarl af Strathmore og Kinghorne DL (født 31. december 1928, død 19. august 1987) var en britisk adelsmand.

## Familie
Michael Bowes-Lyon var søn af daværende kaptajn den ærede Michael Claude Hamilton Bowes-Lyon og Elizabeth Margaret Cator. Han var sønnesøn af den Claude Bowes-Lyon, 14. og 1. jarl af Strathmore og Kinghorne og grevinde Cecilia Bowes-Lyon (født Cecilia Nina Cavendish-Bentinck). Gennem sin farmor var også efterkommer af de britiske premierministre William Henry Cavendish-Bentinck, 3. hertug af Portland og William Cavendish, 4. hertug af Devonshire.
Han var nevø (brorsøn) til Elizabeth Bowes-Lyon (1900–2002), der blev gift med kong Georg 6. af Storbritannien. Efter kong Georg 6.'s død i 1952 var Elizabeth Bowes-Lyon kendt som dronningemoderen frem til hendes egen død i 2002. Han var dermed fætter til dronning Elizabeth 2. af Storbritannien (1926–2022) og til Prinsesse Margaret, grevinde af Snowdon (1930–2002). 
Blandt andre slægtninge er John Bowes-Lyon, der var bror til dronningemoderen, og hans næstældste datter Anne Bowes-Lyon, der i sit andet ægteskab var gift med Prins Georg af Danmark. 
I 1972 arvede han titlen som jarl af Strathmore og Kinghorne fra sin fætter, Timothy Bowes-Lyon, 16. jarl af Strathmore og Kinghorne, der døde barnløs. 

## Børn
Michael Bowes-Lyon blev gift med Mary Pamela McCorquodale (født 1932) den 10. april 1956. De fik én søn og to døtre: 
- Michael Bowes-Lyon, 18. jarl af Strathmore og Kinghorne – (født 7. juni 1957 – død 27. februar 2016). Han blev gift tre gang. Med sin første hustru Isobel Weatherall blev han far til Simon Bowes-Lyon, 19. jarl af Strathmore og Kinghorne. Hans næste hustruer var den kliniske psykolog Dr. Damaris E. Stuart-William og Karen Baxter. Han blev skilt fra sine to første hustruer, mens den tredje overlevede ham.
- Lady Elizabeth Mary Cecilia Bowes-Lyon – (født 23. december 1959), gift med Antony Richard Leeming i 1990.
- Lady Diana Evelyn Bowes-Lyon – (født 29. december 1966), gift med Christopher Godfrey-Faussett i 1995.